# بخش دادلی (شهرستان هاردین، اوهایو)
بخش دادلی (به انگلیسی: Dudley Township) یک منطقهٔ مسکونی در ایالات متحده آمریکا است که در شهرستان هاردین، اوهایو واقع شده‌است.
 بخش دادلی ۹۶٫۷۸ کیلومتر مربع مساحت و ۱٬۴۳۸ نفر جمعیت دارد و ۲۸۹ متر بالاتر از سطح دریا واقع شده‌است.